# Серединовка (Жердевский район)
Серединовка — упраздненная деревня в Жердевском районе Тамбовской области России. Входила в состав Алексеевского сельсовета. Исключена из учётных данных в 2017 году.

## География
Деревня находилась в южной части Тамбовской области, в лесостепной зоне, в пределах Окско-Донской низменной равнины, на правом берегу реки Осиновка, на расстоянии примерно 23 километров (по прямой) к северу от города Жердевки, административного центра района. 

### Климат
Климат умеренно континентальный, относительно сухой, с холодной продолжительной зимой и тёплым летом. Средняя температура воздуха самого холодного месяца (января) — −11,5 — −10,5 °C (абсолютный минимум — −39 °C); самого тёплого месяца (июля) — 19,5 — 20,5 °C (абсолютный максимум — 40 °С). Продолжительность периода с положительной температурой выше 10 °C составляет 141—154 дня. Среднегодовое количество атмосферных осадков составляет около 400—475 мм. Продолжительность залегания снежного покрова составляет в среднем 135 дней.

## Население
| 2010 |
| ---- |
| 0    |

### Национальный состав
Согласно результатам переписи 2002 года, в национальной структуре населения русские составляли 100 % из 6 чел.

## В культуре
Очерки и воспоминания о Серединовке 1900—1945 годов оставил уроженец деревни В. И. Остроухов.